# Tena Novak
Tena Novak, glazbeni sastav iz Zagreba osnovan 2004. godine. Sviraju instrumentalnu psihodeličnu glazbu s utjecajima ambijentale. Nazvali su se po svojoj violinistici.

## Postava
- Tena Novak - violina
- Hrvoje Nikšić - klavijature, orgulje
- Hrvoje Radnić - gitara
- Krešimir Pauk - bas gitara
- Mario Kovač - teremin, specijalni glazbeni efekti
- Igor Pauk - bubnjevi

## Vanjske poveznice
- Službena web stranica benda  Arhivirana inačica izvorne stranice od 16. srpnja 2011. (Wayback Machine)